# Strzelectwo na Letnich Igrzyskach Olimpijskich 1920 – runda podwójna do sylwetki jelenia
Runda podwójna do sylwetki jelenia była jedną z konkurencji strzeleckich na Letnich Igrzyskach Olimpijskich 1920. Zawody odbyły się w dniu 27 lipca. W zawodach uczestniczyło 23 zawodników z co najmniej 3 państw.
Nazwiska kilkunastu zawodników nie są znane.

## Wyniki
Strzelano ze 100 metrów. Każdy zawodnik miał 10 przebiegów jelenia. Sylwetka jelenia poruszała na dystansie 23 metrów w czasie 4 sekund. Maksymalna liczba punktów do zdobycia indywidualnie wynosiła 100.
| Miejsce | Zawodnicy                | Wynik |
| ------- | ------------------------ | ----- |
| 1       | Ole Lilloe-Olsen         | 82    |
| 2       | Fredric Landelius        | 77    |
| 3       | Einar Liberg             | 71    |
| -       | Lawrence Nuesslein       | 64    |
| -       | Thomas Brown             | 63    |
| -       | Lloyd Spooner            | 62    |
| -       | Joseph Jackson           | 61    |
| -       | Willis A. Lee            | 53    |
| -       | Edward Benedicks         | b.d.  |
| -       | Bengt Lagercrantz        | b.d.  |
| -       | 13 nieznanych zawodników | b.d.  |